# C.J.リーフェンハウザー
チャールズ・ジョゼフ・リーフェンハウザー（Charles Joseph Riefenhauser、1990年1月30日 - ）は、アメリカ合衆国・ニューヨーク州ウエストチェスター郡ヨンカーズ出身の元プロ野球選手（投手）。左投左打。

## 経歴

### プロ入りとレイズ時代
2010年のMLBドラフト20巡目（全体611位）でタンパベイ・レイズから指名され、プロ入り。契約後、傘下のアパラチアンリーグのルーキー級プリンストン・レイズでプロデビュー。13試合に登板して2勝0敗1セーブ・防御率2.25・16奪三振の成績を残した。9月にA級ボーリンググリーン・ホットロッズへ昇格し、2試合に登板した。
2011年はA級ボーリンググリーンで18試合に登板して6勝5敗・防御率2.31・99奪三振の成績を残した。7月にA+級シャーロット・ストーンクラブズへ昇格。8試合に登板して1勝3敗・防御率4.14・24奪三振の成績を残した。
2012年はA+級シャーロットで23試合に登板して7勝8敗1セーブ・防御率4.76・103奪三振の成績を残した。8月にAA級モンゴメリー・ビスケッツへ昇格。9試合に登板して1勝1敗・防御率3.44・15奪三振の成績を残した。
2013年はAA級モンゴメリーで34試合に登板して4勝0敗11セーブ・防御率0.51・48奪三振の成績を残した。7月にAAA級ダーラム・ブルズへ昇格。17試合に登板して2勝1敗・防御率3.05・22奪三振の成績を残した。オフの11月20日に40人枠入りを果たした。
2014年はAAA級ダーラムで開幕を迎え、4月19日にメジャーへ昇格。同日のニューヨーク・ヤンキース戦でメジャーデビュー。13点リードの7回2死から登板し、1.1回を無安打無失点に抑えた。しかし、その後は打ち込まれ、防御率は8.44まで悪化してシーズンを終えた。
2015年は17試合に投げ、メジャー初勝利を挙げた。防御率は5.52だった。

### レイズ退団後
2015年11月5日にブラッド・ミラー、ローガン・モリソン、ダニー・ファーカーとのトレードで、ネイサン・カーンズ、ブーグ・パウエルと共にシアトル・マリナーズへ移籍した。さらに12月2日にスティーブ・クレベンジャーとのトレードで、マーク・トランボと共にボルチモア・オリオールズへ移籍した。
2016年2月3日にオドリサメル・デスパイネの加入に伴ってDFAとなった。
2016年2月12日にウェイバー公示を経てシカゴ・カブスへ移籍した。開幕は傘下のAAA級アイオワ・カブスで迎え、アクティブ・ロースター入りすることなく、5月26日に40人枠外、8月22日に自由契約となった。この年はAAA級アイオワで28試合に登板して2勝1敗1セーブ・防御率4.55・26奪三振の成績を残した（他にルーキー級アリゾナリーグ・カブスで1試合登板）。
2016年12月3日にヒューストン・アストロズとマイナー契約を結んだ。2017年3月25日に自由契約となった。

### 独立リーグ時代
2017年5月17日に独立リーグ・カナディアン・アメリカン・リーグのロックランド・ボールダーズと契約。23試合に登板し、5勝1敗、防御率3.81の成績を残したが、シーズン終了後に退団した。

## 詳細情報

### 年度別投手成績
| 年 度    | 球 団    | 登 板 | 先 発 | 完 投 | 完 封 | 無 四 球 | 勝 利 | 敗 戦 | セ 丨 ブ | ホ 丨 ル ド | 勝 率 | 打 者 | 投 球 回 | 被 安 打 | 被 本 塁 打 | 与 四 球 | 敬 遠 | 与 死 球 | 奪 三 振 | 暴 投 | ボ 丨 ク | 失 点 | 自 責 点 | 防 御 率 | W H I P |
| -------- | -------- | ----- | ----- | ----- | ----- | -------- | ----- | ----- | -------- | ----------- | ----- | ----- | -------- | -------- | ----------- | -------- | ----- | -------- | -------- | ----- | -------- | ----- | -------- | -------- | ------- |
| 2014     | TB       | 7     | 0     | 0     | 0     | 0        | 0     | 0     | 0        | 0           | ----  | 24    | 5.1      | 6        | 0           | 3        | 1     | 0        | 2        | 0     | 0        | 5     | 5        | 8.44     | 1.69    |
| 2015     | TB       | 17    | 0     | 0     | 0     | 0        | 1     | 0     | 0        | 0           | 1.000 | 62    | 14.2     | 15       | 3           | 7        | 0     | 0        | 7        | 0     | 0        | 10    | 9        | 5.52     | 1.50    |
| MLB：2年 | MLB：2年 | 24    | 0     | 0     | 0     | 0        | 1     | 0     | 0        | 0           | 1.000 | 86    | 20.0     | 21       | 3           | 10       | 1     | 0        | 9        | 0     | 0        | 15    | 14       | 6.30     | 1.55    |

### 背番号
- 34 （2014年 - 2015年）